# TSC (chaîne de télévision)
Pour les articles homonymes, voir TSC.
TSC (anciennement The Shopping Channel) est une chaîne de télévision canadienne de télé-achat en langue anglaise appartenant à Rogers Sports & Media. Elle présente des produits à l'écran que les téléspectateurs peuvent commander par téléphone ou internet. Tout comme les autres chaînes de ce genre, elle vend des produits visant un auditoire féminin.

## Histoire
Fondée par un entrepreneur canadien, la chaîne a été lancée le 15 janvier 1987 sous le nom de Canadian Home Shopping Network (CHSN), affilié au service américain Home Shopping Network. Les chaînes de télé-achat au Canada n'ont pas besoin d'obtenir une licence de diffusion. Rogers Communications a fait l'acquisition de CHSN en janvier 1988. CHSN est devenu The Shopping Channel en 2000 en utilisant l'acronyme tSc, mais a dû utiliser leur nom au complet après avoir reçu des plaintes des magasins de détail Tractor Supply Company (TSC) présents en Ontario.
La chaîne a commencé à diffuser en format haute définition en juillet 2011, l'écran principal étant tassé vers la gauche alors que la partie droite sert à afficher de la publicité.